# Csehország címere

Csehország címere

Csehország címere Csehország egyik nemzeti jelképe.

## Leírása
A címer négy egyenlő négyzetre van felosztva, amelyből kettőben a történelmi Csehország címerállata látható: piros háttérben egy fehér, kétfarkú oroszlán, amely a hátsó lábaira emelkedik. (Csehország zászlajának fehér és piros sávja is ennek a címerállatnak a két fő színét jelképezi.)
A bal fölső negyedben Morvaország, a jobb alsó negyedben Szilézia címere látható. (Megjegyzés: a heraldikai leírásokban jobb és bal oldal megnevezése felcserélendő, mivel a címernek a viselő szerinti jobb és bal oldalára vonatkozik, nem pedig a kép szerinti jobb és bal oldalára.)

## Története

### Cseh Királyság
A királyi címer vörös alapon ágaskodó, aranykoronás fehér oroszlánt ábrázol. A monda szerint három szlavón testvér, Cseh, Lech és Rusz egy nap vadászni mentek. Egy mezőre érve azonban elváltak útjaik, mert mindegyikőjük más vadat követett. Cseh egy fehér oroszlán nyomába eredt, ez elvezette egy szép helyre. Cseh letelepedett, és tőle származnak a csehek. Pajzsára ráfestette a fehér oroszlánt, mely a lenyugvó nap fényében áll. Ez lett a későbbi cseh államok címere.

### Csehszlovákia1918–1938
|  | Csehszlovákia kis címere (1918–1938)   |
|  | Csehszlovákia közép címere (1918–1938) |
|  | Csehszlovákia nagy címere (1918–1938)  |

### Cseh–Morva Protektorátus(1939–1945)
|  | Cseh–Morva Protektorátus nagy címere (1939–1945) |
|  | Cseh–Morva Protektorátus kis címere (1939–1945)  |

### Gau Szudétavidék (1938–1945)
|  | Gau Szudétavidék címere (1940–1945) |

### Csehszlovákia1945–1993
|  | Csehszlovákia kis címere (1945–1960)                   |
|  | Csehszlovák Szocialista Köztársaság címere (1960–1990) |
|  | Szlovák Szocialista Köztársaság címere (1960–1990)     |
|  | Csehszlovák Szövetségi Köztársaság címere (1990–1993)  |

### Csehország(1993–)
|  | Mai Csehország címere (1993–) |